# ジョエル・フェルトマン
ジョエル・フェルトマン（Joël Veltman, 1992年1月15日 - ）は、オランダ・北ホラント州フェルセン出身のサッカー選手。プレミアリーグ・ブライトン・アンド・ホーヴ・アルビオンFC所属。オランダ代表。ポジションはディフェンダー。
ヨエル・フェルトマンと表記されることもある。

## クラブ経歴
地元フェルセンに籍を置くクラブVV IJmuidenでキャリアをスタート。2001年にアヤックス・アムステルダムのユースへ移籍。順調にユースで実力を伸ばし、2012年8月19日のNEC戦でミッチェル・ダイクスと交替出場でリーグ戦デビューを果たす。1年目は公式戦10試合に出場。アヤックスがエールディヴィジ3連覇を果たしたこの年のシーズンオフに新しくクラブと2017年までとなる4年契約を結んだ。
2013年8月5日、このシーズンから新制度で始まったオランダ2部のエールステ・ディヴィジにヨング・アヤックスの選手として出場。この試合の終盤で怪我を負い、2か月もの間戦線離脱してしまうが、復帰した直後となる2013年10月22日、UEFAチャンピオンズリーグのアウェイでのセルティック戦で先発し、欧州戦デビュー。この試合は1-2で敗れたが、リターンマッチとなった2013年11月6日のホームでの試合では好調なパフォーマンスを見せ、勝利に貢献した。
2020年7月29日、プレミアリーグのブライトン・アンド・ホーヴ・アルビオンFCと2023年までの3年契約を締結した。背番号は34番で、この背番号はアヤックス時代のチームメイトであり、現在脳の損傷を負って闘病中のアブドゥルハーク・ヌーリの背番号である。

## 代表経歴
U-17、U-19、U-21と年代別のオランダ代表を経験している。
2013年11月8日、オランダ代表のルイ・ファン・ハール監督によって初招集され、同年11月19日のコロンビア戦で先発し、デビューとなった。2017年6月4日のコートジボワールとの親善試合で代表初得点を挙げた。

## 代表歴

### 出場大会
- オランダ代表
  - 2014 FIFAワールドカップ

### 試合数
- 国際Aマッチ 28試合 2得点（2013年-2021年）[2]

| オランダ代表 | 国際Aマッチ | 国際Aマッチ |
| 年           | 出場        | 得点        |
| ------------ | ----------- | ----------- |
| 2013         | 1           | 0           |
| 2014         | 6           | 0           |
| 2015         | 1           | 0           |
| 2016         | 6           | 0           |
| 2017         | 5           | 2           |
| 2018         | 0           | 0           |
| 2019         | 3           | 0           |
| 2020         | 5           | 0           |
| 2021         | 1           | 0           |
| 通算         | 28          | 2           |

## タイトル
クラブ
アヤックス・アムステルダム
- エールディヴィジ 2012-13, 2013-14, 2018-19
- ヨハン・クライフ・スハール 2013
- KNVBカップ 2018-19